# Greatest Hits Vol. 01. (Kiscsillag-album)
A Greatest Hits Vol. 01. a Kiscsillag zenekar 2006-ban megjelent, első albuma.
2007-ben a lemezt Fonogram – Magyar Zenei Díjra jelölték „az év hazai rock albuma” kategóriában.

## Dalok
1. Állnak a férfiak (Zene: Lovasi; Szöveg: Lovasi)
2. Itt valahol (Zene: Lovasi; Szöveg: Lovasi, Ózdi)
3. Ha én lennék (lötyögős verzsön) (Zene: Lovasi, Ózdi; Szöveg: Lovasi)
4. Kockacukor (Zene: Lovasi, Ózdi; Szöveg: Lovasi)
5. Russian in the school (Zene: Lovasi; Szöveg: Rátgéber) - Demo albumon "Sószsák" címmel, magyar szöveggel
6. MOL-kútnál (Zene: Lovasi; Szöveg: Lovasi) - Demo albumon "Benzinkutas" címmel
7. Menetszél (Zene:Lovasi; Szöveg: Lovasi)
8. Tűkön táncol (Zene: Lovasi, Leskovics; Szöveg: Lovasi, Leskovics)
9. Feketemosó (Zene: Lovasi, Ózdi; Szöveg: Lovasi)
10. Jávor Pál (Zene: Lovasi; Szöveg: Lovasi)
11. Country (Zene: Lovasi; Szöveg: Lovasi)
12. Az az idő (Zene: Lovasi; Szöveg: Lovasi)
13. Hú de sötét (Zene: Leskovics; Szöveg: Lovasi, Leskovics)
14. Ha én lennék (lelkes verzió) (Zene: Lovasi, Ózdi; Szöveg: Lovasi)

## Közreműködők
- Bräutigam Gábor – dobok
- Leskovics Gábor – gitár, Vermona orgona, ének
- Lovasi András – gitár, ének
- Ózdi Rezső – basszusgitár
- Rátgéber László – ének
- Tövisházi Ambrus – billentyű, vokál